# Diyorbek Urozboev
Diyorbek Urozboev est un judoka ouzbek né le 17 août 1993. Il a remporté une médaille de bronze en moins de 60 kg aux Jeux olympiques d'été de 2016 à Rio de Janeiro.